# Dead Fucking Last
Dead Fucking Last (ook bekend als DFL) is een Amerikaanse punkrockband, die in 1991 in Los Angeles, Californië werd geformeerd door Tom Davis, Monte Messex, Adam (Ad-Rock) Horovitz en Tony Converse.

## Bezetting
Huidige bezetting
- Crazy Tom (zang, 1991 - 1997, 2013–heden)
- Monty M. (gitaar, zang, 1991 -1997, 2013–heden)
- Adam Gardner (drums, 2016–heden)
- Edgar Jaramillo (basgitaar, 2017–heden)
- Nick Manning (drums, 2013–heden)

Voormalige leden
- Adam 'Ad-Rock' Horovitz (basgitaar, 1991 – 1993)
- Michael 'Mike D' Diamond (drums, 1991)
- Tony Converse (drums, 1991-1993, 1994-1997)
- Chris 'Wag' Wagner (basgitaar, 1993)
- Eugene Gore (basgitaar, 1993)

- Brian Baker  (basgitaar, 1993)
- Josh Lingenfelter (basgitaar, 1993)
- Amery 'AWOL' Smith (drums, 1993)
- Tom Barta (basgitaar, 1994 -1997)
- Nick 'Bigg Nick' Treviṅo (basgitaar, 2013–2016)
- Nick Manning (drums, 2013-2018)

## Geschiedenis
Dead Fucking Last werd in 1991 geformeerd door Tom 'Crazy Tom' Davis, Monty 'Monte' Messex, Adam 'Ad-Rock' Horovitz en Tony Converse. Michael 'Mike D' Diamond speelde kort drums in de vroegste incarnatie van DFL. DFL's eerste publicatie My Crazy Life werd in 1992 opgenomen in de G-Son Studios van Beastie Boys in Atwater (Californië) als een reeks informele opnamesessies in 1992. Het werd opgenomen door Mario Caldato Jr (Mario C), producent van Beastie Boys, en werd in 1993 bij Grand Royal Records uitgebracht op 7" vinyl en cd. Spike Jonze maakte de foto's voor de vinylpublicatie. De bas- en drumopstelling van DFL onderging een aantal wijzigingen tussen 1993 en 1994. Tony Converse verliet de band en werd op drums vervangen door Amery 'AWOL' Smith, van Suicidal Tendencies en Beastie Boys. Tony kwam weer bij DFL in 1994. Chris 'Wag' Wagner, bassist van Mary's Danish, speelde in 1993 kort met DFL. Net als violist Eugene Gore bij het uitbrengen van Beastie Boys Ill Communication. Brian Baker van Minor Threat en Bad Religion speelde ook korte tijd bas. In 1994 trad Tom Barta toe tot DFL op bas totdat de band in 1997 uit elkaar ging.
In 1994 tekende DFL een platencontract bij Epitaph Records. In 1995 bracht DFL hun tweede studioalbum Proud to Be uit, dat werd opgenomen in de G-Son Studios en werd geproduceerd door Adam Horovitz en Mario C. Proud to Be werd uitgebracht op 7" vinyl als Tony's War. DFL bracht een video uit van Proud to Be voor het nummer Home is Where the Heart Is. DFL toerde onder andere met Pennywise, Biohazard, Slayer, 7 Seconds, Sick of It All en Sublime. DFL nam twee nummers op voor een reeks compilaties: een voor Punk-O-Rama Vol. 2 genaamd ThoughtControl en een voor Generations I - A Punk Look to Human Rights, genaamd Health Care for All Americans. In 1997 bracht DFL hun derde volledige studioalbum Grateful uit. Het album werd opgenomen en geproduceerd door DFL in de New Belleview Studios. Grateful bevatte een instrumentaal nummer van Girl pro-skateboarder Paulo Diaz. Grateful werd op cassette uitgebracht als The Tape Show. The Tape Show bevatte dankbare scenes en alternatieve nummers, plus fan covers van DFL-nummers en andere eendagsvliegen. Na de voltooiing van Grateful toerde DFL door Brazilië en Argentinië. In april 1997 ging DFL uit elkaar.
In 2009 startten Tom Davis, skateboardicoon Tony Alva en Amery 'AWOL' Smith de hardcore punkband General Fucking Principle (ook bekend als GFP). Nick 'Bigg Nick' Treviṅo speelde gitaar van 2009-2010. In 2011 vervoegde Greg Hetson van de Circle Jerks en Bad Religion zich bij GFP op gitaar. GFP nam materiaal op met Beastie Boys-producent Maria Caldato Jr. dat in Duitsland werd uitgebracht, genaamd Best at its Worst - een 12"-splitsing met Scheisse Minnelli. In 1999 startte Monte Messex de punk/hardcore band The Family Dog, die in hetzelfde genre speelde als DFL. In 2000 bracht de Family Dog So Cal Hardcore uit bij het label El Pocho Loco van Voodoo Glow Skulls. Hij nam ook akoestisch op onder de naam Montgomery Messex en bracht in 2013 muziek uit voor het Transcend Music Label van de David Lynch Foundation. Tony Converse speelde drums in de hardcore band Massengil. Massengil zorgde voor een nummer op de DFL's Epitaph publicatie Grateful.
In 2013 herenigden Tom Davis en Monty Messex DFL. Nick Manning van Circle One en Final Conflict werd gerekruteerd om drums te spelen met Nick 'Bigg Nick' Treviṅo op basgitaar. Bigg Nick stopte in 2016 met DFL vanwege interne verschillen. David 'Whitey' Andrews, van The Family Dog, coverde bas terwijl DFL op zoek was naar een permanent lid. In 2017 werd Edgar Jaramillo van Union13 aangeworven om basgitaar te spelen. In 2015 brachten Epitaph Records (vinyl) en Burger Records (cassette) een 20-jarige heruitgave van Proud to Be uit. Vinyl werd uitgegeven in 12" zwart en doorschijnend groen en bevatte ook de twee digitale download bonusnummers Follow the Leader en Decisions. De bonusnummers waren eerder uitgebracht als een promotionele flexidisc in een editie van Strength Magazine uit 1995. De heruitgave kreeg positieve recensies van Punknews.org en Noisey. In 2016 nam DFL hun eerste nieuwe nummer Shut It Down op in 19 jaar. Het nummer is opgenomen in de Punknews.org-publicatie Banned From the P.C. Mixtape. In 2016 kocht een lid van DFL de rechten en masteropnamen van hun eerste publicatie My Crazy Life van GR2 Records. In 2017 nam DFL een ep met zes nummers op met producent Greg Hetson. Een nummer van de ep, We Stand Strong, werd uitgebracht bij Slabratory Clothing's Sick Slabs of Sonic Sound 2 in oktober 2018.

## Discografie

### Studioalbums
- 1993: My Crazy Life (Grand Royal Records) (7", cassette, cd)
- 1994: Hurricane/DFL (America's Most Hardcore - Grand Royal Records) (10" en cd)
- 1995: Proud to Be (Epitaph Records) (cd)
- 1995: Tony's War (Epitaph Records) (double 7")
- 1997: Grateful (Epitaph Records) (cd)
- 1997: The Tape Show (cassette) – (Epitaph Records) (cassette)
- 2015: Proud to Be/20th Anniversary Reissue (vinyl) (Epitaph Records)
- 2015: Proud to Be/20th Anniversary Reissue (cassette) (Burger Records)
- 2017: The Tape Show/20th Anniversary Reissue (cassette) (Burger Records)

### Compilaties
- 1995: Grand Royal - Mixed Drink, Volume 2 (Grand Royal Records)
- 1996: Punk-O-Rama Vol. 2 (Epitaph Records)
- 1997: Generations I – A Punk Look at Human Rights (Ark 21 Records)
- 1997: Eventually Everybody Gets an Epitaph (Epitaph Records)
- 2016: Banned from the P.C. Mixtape (Punknews.org)
- 2018: Slabratory Clothing (Sick Slabs of Sonic Sound 2)